# Малянув (Паб'яницький повіт)
Малянув (пол. Malanów) — село в Польщі, у гміні Лютомерськ Паб'яницького повіту Лодзинського воєводства.
Населення — 112 осіб (2011).
У 1975-1998 роках село належало до Серадзького воєводства.

## Демографія
Демографічна структура станом на 31 березня 2011 року:
|          | Загалом | Допрацездатний вік | Працездатний вік | Постпрацездатний вік |
| -------- | ------- | ------------------ | ---------------- | -------------------- |
| Чоловіки | 56      | 8                  | 42               | 6                    |
| Жінки    | 56      | 8                  | 28               | 20                   |
| Разом    | 112     | 16                 | 70               | 26                   |